# Ледань (заказник)
Ле́дань — ботанічний заказник місцевого значення в Україні. Розташований у межах Чернігівського району Чернігівської області, на північ від села Горбове. 
Площа 211 га. Статус дано згідно з рішенням Чернігівського облвиконкому від 04.12.1978 року № 529; рішення від 27.12.1984 року № 454; рішення від 28.08.1989 року № 164; рішення від 31.07.1991 року № 159. Перебуває у віданні ДП «Чернігівське лісове господарство» (Дроздівське л-во, кв. 61-64). 
Статус дано для збереження лісового масиву, що зростає на заплаві та першій терасі річки Десна. У деревостані переважають дуб (північна частина заказника) і сосна (південна частина заказника).